# Ignaucourt
Ignaucourt település Franciaországban, Somme megyében. Lakosainak száma 65 fő (2022. január 1.). Ignaucourt Beaucourt-en-Santerre, Démuin, Aubercourt, Marcelcave és Cayeux-en-Santerre községekkel határos.

## Népesség
A település népességének változása:
| Lakosok száma | 87   | 80   | 79   | 76   | 72   | 69   | 65   | 65   | 65   |
|               | 2013 | 2015 | 2016 | 2017 | 2018 | 2019 | 2020 | 2021 | 2022 |